# Retina (lettertype)

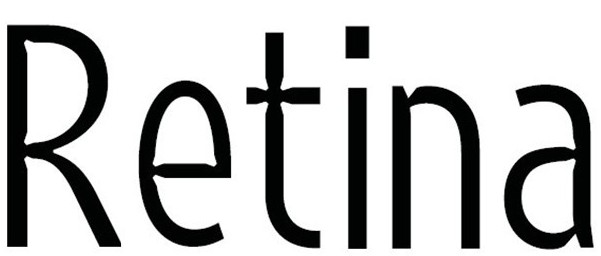
Voorbeeld van de Retina

Retina is een digitaal lettertype dat in 1999-2001 is ontworpen door Jonathan Hoefler en Tobias Frere-Jones in opdracht van The Wall Street Journal. De beurskoersen en andere financiële tabellen in deze krant worden gezet in het kleine "agate"-korps, dit is 5,5 typografische punt (ongeveer 1,8 millimeter). De krant wenste hiervoor een lettertype dat de leesbaarheid van die tabellen verhoogde.
Het resultaat is een lettertype dat er sterk vergroot nogal bizar uitziet. Kenmerkend voor Retina zijn de versmallingen ("inktvallen") op de plaatsen waar horizontale en verticale lijnen samenkomen, zoals duidelijk is te zien bij de onderkast "t". Bij de onderkast "i" is het puntje wat breder dan de steel van de letter. Deze vervormingen zijn bedoeld om te compenseren voor het uitlopen van de inkt bij het drukken op krantenpapier. Zo blijven de letters beter leesbaar dan vroeger het geval was.
Het New Yorkse Museum of Modern Art heeft Retina en 22 andere moderne digitale lettertypen opgenomen in zijn permanente collectie.

Ook het Duitse Handelsblatt en de Vlaamse De Tijd gebruiken Retina voor hun financiële tabellen.